# میدان حر

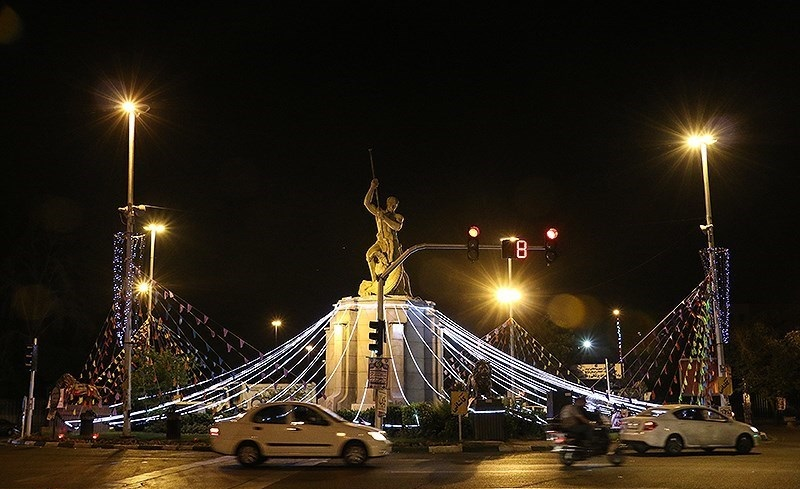
تندیس نبرد گرشاسب با اژدها در میانه میدان حر (باغشاه)

میدان حُر با نام پیشین میدان باغشاه یکی از میدانهای مرکزی تهران است. این میدان در تقاطع خیابان کارگر جنوبی با خیابان سپه جای گرفته‌است.

## پیشینه
از باغ‌های نام‌آور تهران که پیشتر در غرب تهران و بیرون از شهر واقع بود و اکنون در درون شهر جای گرفته و محل پادگان نظامی بود. در زمان قاجاریه این باغ گهگاه محل اقامت پادشاهان قاجاریه نیز بوده‌است، در سال ۱۲۸۵ خورشیدی (سال پیروزی جنبش مشروطه) مظفرالدین شاه در باغشاه می‌نشست. در سال ۱۲۸۷ خورشیدی (۱۳۲۶ قمری)، محمدعلیشاه قاجار پس از آن که با مشروطه‌خواهان و مجلس از در مخالفت درآمد، مرکز فرماندهی خود را در این باغ قرار داد، شاه با این کار می‌خواست از شهر بیرون رفته و در باغشاه لشکر بیاراید و به آسانی با مشروطه نبرد کند.
بعدها عبدالحسین میرزا فرمانفرما این باغ را از احمد شاه قاجار خریداری کرد و پس از آن در دوران خیابان‌کشی‌های شهر تهران در دوران رضا شاه، باغشاه قطعه قطعه گردید. باغشاه بعدها به جایگاه استقرار سربازها و لشکر گارد واگذار شد. 
اکنون میدان حر در محدوده قدیم این باغ قرار دارد و خیابان سپه و خیابان کارگر از آن می‌گذرند.

## تندیس قدیم

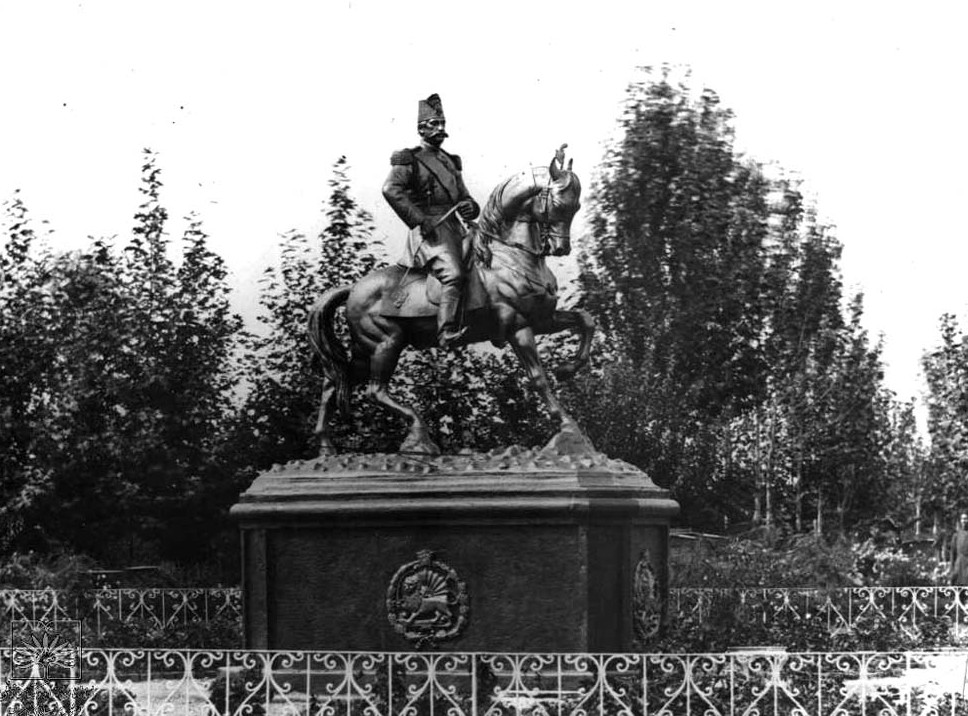
تندیس ناصرالدین شاه در باغ شاه

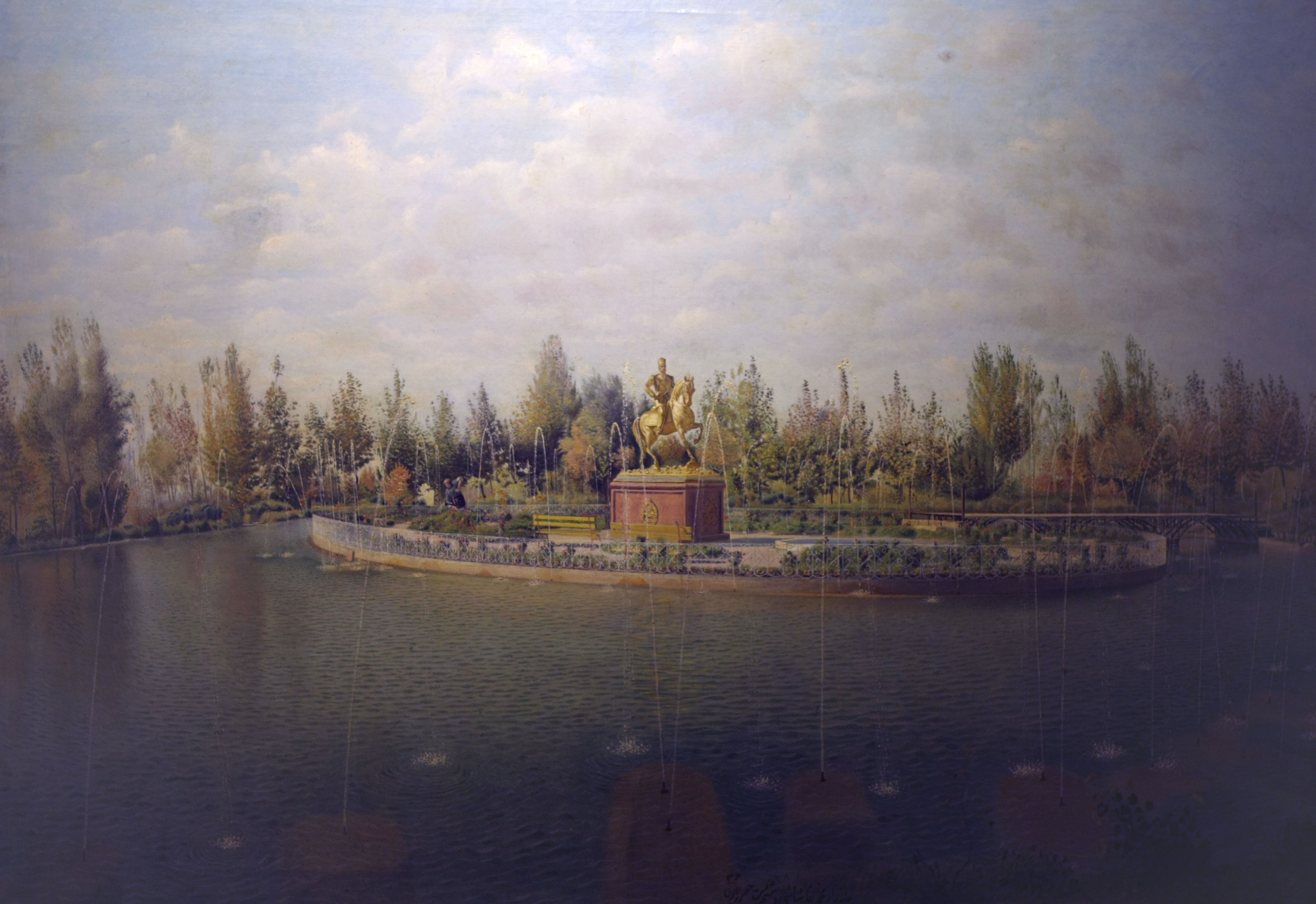
میدان باغشاه و تندیس سواره ناصرالدین‌شاه، اثر کمال‌الملک

نصرالله حدادی در کتاب طهران قدیم آورده است: «ناصر‌الدین شاه قاجار دستور داد از او در حالی که سوار بر اسب است در قورخانه تهران مجسمه‌ای از جنس برنز ساخته و وسط حوض باغشاه نصب شود. گفته می‌شود هنرمندان مجسمه ساز تندیسی هم قد و قواره ناصرالدین شاه ساختند و در تفرجگاه او نصب کردند. اما نکته جالب رونمایی نکردن آن برای عموم مردم بود و فقط برای خواص و درباریان به نمایش گذاشته شد. بعد از‌‌‌‌ ترور ناصرالدین شاه در سال ۱۲۷۵ شمسی، این مجسمه از وسط استخر برداشته شد.»

## تندیس معاصر

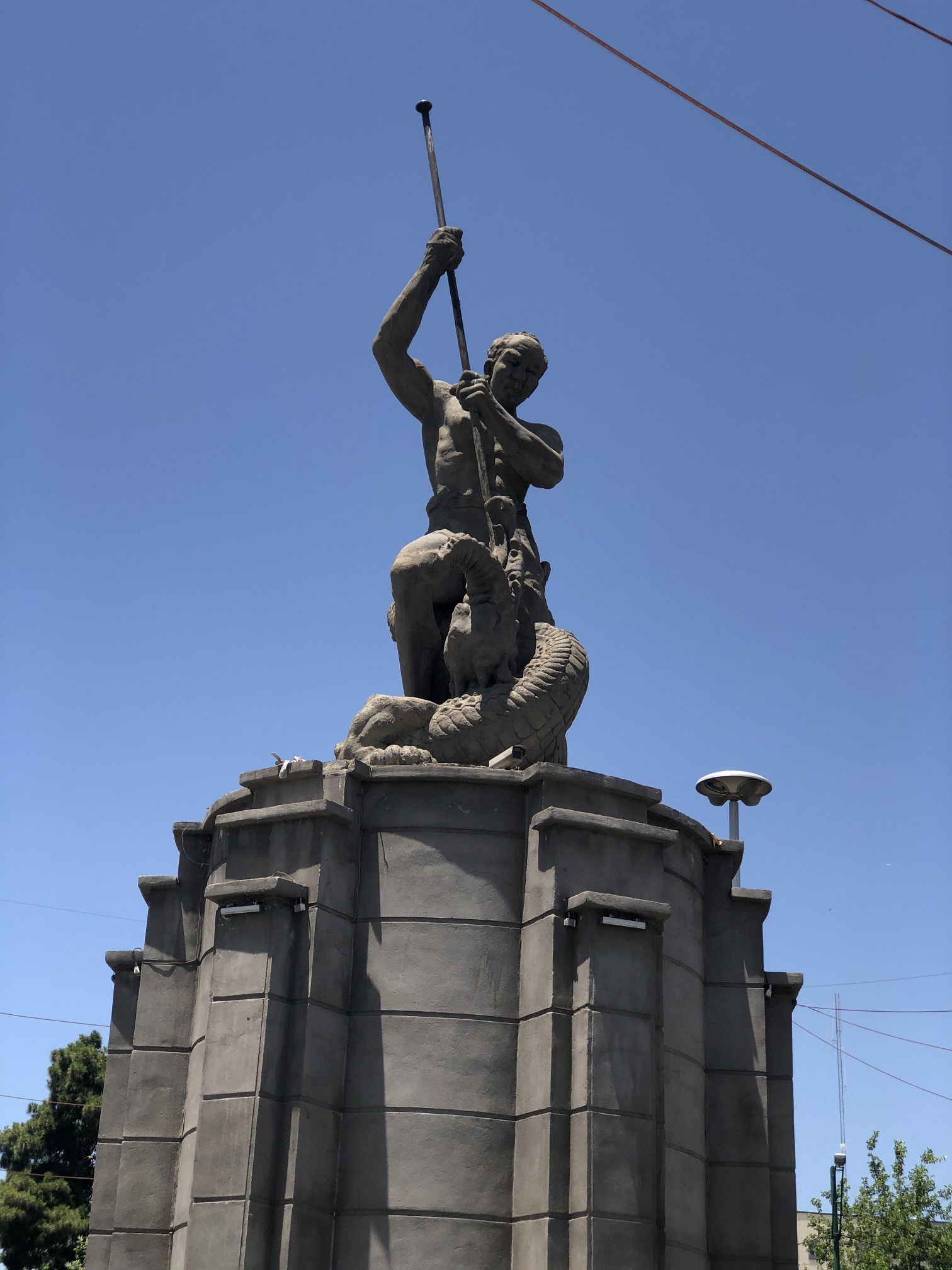
تندیس کنونی میانه میدان

در میانه این میدان تندیس نبرد گرشاسب با اژدها (اثر غلامرضا رحیم‌زاده ارژنگ در سال ۱۳۱۵) قرار دارد که نبرد پیروزمندانه گرشاسپ، از پهلوانان شاهنامه را با اژدها نشان می‌دهد. گرشاسپ در حالی که نیزه‌ای به دست دارد، در حال نبرد با اژدهایی است که به دور بدن او پیچیده و دهان خود را باز کرده‌است.
جنس این مجسمه از بتن است و در سال ۱۳۳۹ در منطقه باغشاه پیشین برپا شده‌است. این اثر ۵/۶ متری که روی یک سکوی بتنی نصب شده‌است به همراه نیزه ۶ متری آن در مجموع ۵/۱۲ متر ارتفاع دارد. میدان حر در گذشته در محدوده باغشاه یا میدان اسب‌دوانی قرار داشته‌است.